# Cusipata (distrito)
O Distrito peruano de Cusipata é um dos 12 distritos da província de Quispicanchi situada na região de Cusco.

## Transporte
O distrito de Cusipata é servido pela seguinte rodovia:
- PE-3S, que liga o distrito de La Oroya à Ponte Desaguadero (Fronteira Bolívia-Peru) - e a rodovia boliviana Ruta 1 - no distrito de Desaguadero (Região de Puno) [1][2][3]